# Alek Popow
Alek Popow (ur. 16 stycznia 1966 w Sofii, zm. 22 marca 2024) – bułgarski pisarz.
Ukończył filologię bułgarską na Uniwersytecie Sofijskim. Pracował w Muzeum Narodowym Literatury, dla gazety "Demokracja". Obecnie jest redaktorem naczelnym czasopisma "Mowa Ojczysta" oraz dyrektorem "Domu Książki dla Dzieci". 
Jest autorem powieści i zbiorów opowiadań: 
- 1992 — Другата смърт (opowiadania)
- 1994 — Мръсни сънища (opowiadania; pol. przekład w tomie Droga do Syrakuz. Opowiadania niesamowite, wyd. Scriptum, Kraków 2006, s. 13-180)
- 1995 — Игра на магии (opowiadania)
- 1997 — Зелевият цикъл (opowiadania)
- 1998 — Пътят към Сиракуза (opowiadania; pol. przekład w tomie Droga do Syrakuz. Opowiadania niesamowite, wyd. Scriptum, Kraków 2006, s. 183-369)
- 2001 — Мисия Лондон (powieść; pol. przekład pt. Misja Londyn, wyd. Muza, Warszawa 2008 w tłumaczeniu Zuzanny Bochenek)
- 2002 — Ниво за напреднали (opowiadania)
- 2005 — Спътник на радикалния мислител (eseje)
- 2006 — Митология на прехода (opowiadania)
- 2007 — Черната кутия (powieść; pol. przekład pt. Psy spadają, wyd. Muza, Warszawa 2009 w tłumaczeniu Marii Malickiej)

Jest autorem sztuk radiowych i scenariuszy filmowych. Otrzymał wiele nagród, m.in. 
- nagrodę im. Pawła Weżinowa za krótkie opowiadanie kryminalne,
- nagrodę "Grawiton" przyznawaną w dziedzinie fantastyki naukowej,
- nagrodę im. Raszko Sugarewa za krótkie opowiadanie.